# 岩崎宗治
岩﨑 宗治（いわさき そうじ、1929年 - ）は、日本の英文学者、名古屋大学名誉教授。長年にわたるシェイクスピア研究者として、世界的に知られている。

## 人物
三重県生まれ。1951年、岡崎高等師範学校（旧制）卒業。1954年、愛知学芸大学（現・愛知教育大学）卒業。1958年、愛知県立女子大学講師、1963年、助教授。1964年から1966年、ケンブリッジ大学大学院チャーチル・カレッジに学び、1969年、修士号取得。1969年7～10月、フォルジャー・シェイクスピア図書館（ワシントンD.C.）研究員。
1975年、文学博士（名古屋大学）、論文の題は "The Sword and the Word: Shakespeare's Tragic Sense of Time"  。1970年、名古屋大学教養部助教授、1974年に教授、1979年に改組により言語文化部教授、1992年、定年退官、名誉教授。同年、南山大学教授、1998年、東海女子大学教授、2003年に退職。

## 著書
- 『英文学の意識――鎖の夢』研究社, 1971.
- 『現代イギリス詩学』英潮社 1975, 英語文学世界叢書.
- 『シェイクスピアのイコノロジー』三省堂, 1994, 南山大学学術叢書.
- 『イギリスの小説と詩――ゴールディングからヒーニーまで』研究社出版, 1996.
- 『シェイクスピアの文化史――社会・演劇・イコノロジー』名古屋大学出版会, 2002.
- 『こころの表面張力――エンプソンの詩的世界』中日出版社, 2005.
- 『薔薇と亡霊――英語圏の詩人たち』国文社, 2011.
- 『薔薇の詩人たち――英国ルネサンス・ソネットを読む』国文社, 2012.

## 翻訳
- T・S・エリオット『四つの四重奏』「近代批評」（名古屋）6号, 1956.
- I・A・リチャーズ『文芸批評の原理』垂水書房, 1961-62、八潮出版社, 1974.
- ウィリアム・エンプソン『曖昧の七つの型』研究社出版, 1974、岩波文庫 上下, 2006、水声社, 2022
- I.A.リチャーズ『科学と詩』八潮出版社, 1974.
- F・R・リーヴィス『小説家D・H・ロレンス』中村喜夫共訳、文理・大学事業部, 1974.
- F.R.リーヴィス『D.H.ロレンス論』八潮出版社, 1981.
- バーバラ・A.バブコック編『さかさまの世界――芸術と社会における象徴的逆転』井上兼行共訳、岩波書店, 1984.
- エドワード・ベリー『シェイクスピアの人類学――喜劇と通過儀礼』滝川睦・山田耕士共訳、名古屋大学出版会, 1989
- J.C.クーパー『世界シンボル辞典』鈴木繁夫共訳 三省堂 1992
- M.C.ブラッドブルク『歴史のなかのシェイクスピア』稲生幹雄共訳、研究社, 1991
- W・H・オーデン『もうひとつの時代』国文社, 1997。水声社 2025
- スティーヴン・オーゲル『性を装う――シェイクスピア・異性装・ジェンダー』橋本惠共訳、名古屋大学出版会, 1999
- ロナルド・ノウルズ編『シェイクスピアとカーニヴァル――バフチン以後』加藤洋介・小西章典共訳、法政大学出版局, 2003 叢書・ウニベルシタス
- 『サミュエル・ダニエル詩集――ソネット集ディーリア・ロザモンドの嘆き』国文社 2006
- T・S・エリオット『四つの四重奏』国文社, 2009、岩波文庫, 2011
- T.S.エリオット『荒地』岩波文庫, 2010
- 『英国ルネサンス恋愛ソネット集』岩波文庫，2013
- シェイクスピア『ソネット集と恋人の嘆き』国文社，2015、新版2019
- ヘンリー・コンスタブル『ソネット集――ダイアナ』国文社，2016
- 『ペトラルカ恋愛詩選』水声社，2020

## 英語論文
- The Sword and the Word: Shakespeare's Tragic Sense of Time. Shinozaki Shorin（篠崎書林）, 1973.
- Nature Triumphant: Approach to the Winter's Tale. ルネッサンス研究所（上智大学）, 1984：三省堂, 1991.
- Icons in English Renaissance Drama ルネッサンス研究所（上智大学）, 1992.
- Shakespeare and the Icon of Time　(The Time and the Word  改題). Liber Press, 1992.
- Shakespeare’s Vision of Social Reformation. ルネッサンス研究所（上智大学）, 2008. 以上は単著の刊行
- "Time and Truth in King Lear." English Criticism in Japan: Essays by Younger Japanese Scholars on English and American Literature. Compiled and edited, with an introduction, by Earl Miner (Univ. of Tokyo Press, 1972).
- "Veritas Filia Temporis and Shakespeare." English Literary Renaissance, vol. 3, no. 2 (Univ. of Massachusetts, Spring 1973).
- "Falling Backward and Broken Maidenhead: Language of Sexuality in Romeo and Juliet." Hot Questrists after the English Renaissance: Essays on Shakespeare and His Contemporaries, editor-in-chief Yasunari Takahashi (AMS Press, 2000).